# Гуменчук Олександр Іванович

Олекса́ндр Іва́нович Гуменчу́к (нар. 20 січня 1952, Кузнецово, Тернейський район, Приморський край) — сучасний український живописець, дизайнер, педагог, заслужений художник України (2008 р.).

## Біографія
Народився в сім'ї військовослужбовця. В 1982 році закінчив факультет дизайну Латвійської Державної художньої Академії імені Т. Залькална (м. Рига, Латвія). З 1982-го мешкає у м. Хмельницькому (Україна).
З 1982 року працює в галузі станкового та монументального живопису. Неодноразовий учасник та призер республіканських, регіональних та обласних виставок. Провів ряд персональних виставок за кордоном та в різних містах України. 1986 розпочав виставкову діяльність. З 2002 року — член Національної спілки художників України.
В 2003–2013 рр. — викладач кафедри дизайну Хмельницького національного університету. З 2013 року — на творчій роботі.

## Творча діяльність
Техніка живопису, в якій працює Олександр — це синтез рельєфів, колажів і кольорів, так звана авторська техніка.
Брав участь у всеукраїнських, регіональних та міжнародних виставках, серед них всеукраїнські: «Мальовнича Україна» (1995, 1996, 1997; 2000), «Дзвони Чорнобиля» (Київ, 1996), виставка-конкурс, присвячена 2000-річчю Хрещення України-Русі (1998), регіональні: Вінниця, Рівне, Тернопіль — 2000–2006, зарубіжна (м. Вольфсбург, Німеччина, твори не повернулись), міські виставки-конкурси, присвячені Дню міста Хмельницького «У сяйві вічної краси душа рідного міста» — 2005–2008 рр. (звання лауреата в номінаціях «живопис», «місто», «люди», Гран-прі і Почесна відзнака Хмельницького міського голови у 2006 р.), групові виставки викладачів кафедри дизайну в мерії міста Хмельницького (2006–2012 рр.). У 2008 р. художнику присвоєно почесне звання «Заслужений художник України».
Як дизайнер за фахом має втілені розробки інтер'єрів, викладав дизайнерські дисципліни в Хмельницькому національному університеті, в складі бригади митців працював по створенню першого в країні Музею Голодомору в Україні 1932-33 рр. в Меджибожі, 2008 р.).
Як художник-монументаліст виконував різні декоративні твори в техніці сграфіто, стінопису, об'ємні вітражі, керамічні панно в м. Хмельницькому та області).
Твори Олександра Гуменчука придбані Міністерством культури України, зберігаються у вітчизняних музеях, приватних колекціях шанувальників його творчості в Україні, Росії, Польщі, Німеччині, Угорщині, США та в інших країнах.

### Художні роботи

Декоративний рельєф з розписом у Хмельницькому Будинку природи. 1988р. 330х1400 см.  гіпс/олія.Декоративний рельєф з розписом у Хмельницькому Будинку природи. 1988р. 330х1400 см.  гіпс/олія.
Вітраж в Будинку природи м.Хмельницький 1988р. (Співавтор Когут І.М)Вітраж в Будинку природи м.Хмельницький 1988р. (Співавтор Когут І.М)
Картина Три дерева, три гнізда 1996р. 90x113 см, полотно/олія, авторська техніка.Картина Три дерева, три гнізда 1996р. 90x113 см, полотно/олія, авторська техніка.
Подільський пейзаж. 1997р. 68х86 см, полотно/олія, авторська техніка.Подільський пейзаж. 1997р. 68х86 см, полотно/олія, авторська техніка.
Подільським матусям. 2006р. 86х70 см, полотно/олія, авторська техніка.Подільським матусям. 2006р. 86х70 см, полотно/олія, авторська техніка.

### Персональні виставки
1. 1996 — Галерея «Pol-Art», Національний музей (Познань) м. Познань, Польща.
2. 1998 — Галерея «Акварель», м. Київ.
3. 1998 — Галерея-студія Н. С. Косарєвої, м. Хмельницький.
4. 1998 — Виставкова зала Обленерго, м. Хмельницький.
5. 1999 — Галерея на Проскурівській, м. Хмельницький.
6. 2000 — Галерея-студія Н. С. Косарєвої, м. Хмельницький.
7. 2000 — Галерея-студія «Енеїда», м. Одеса.
8. 2001 — Виставкова зала Комунтеплоенерго, м. Хмельницький.
9. 2002 — Виставкова зала Хмельницької обласної організації НСХУ.
10. 2002 — Виставкова зала спортивного комплексу «Метеор», м. Дніпропетровськ.
11. 2003 — Виставкова зала Тернопільської обласної організації НСХУ.
12. 2004 — Виставкова зала Обленерго, м. Хмельницький.
13. 2005 — Галерея-студія Н. С. Косарєвої, м. Хмельницький.
14. 2005 — Органний зал філармонії, м. Хмельницький, в рамках Четвертого Подільського фестивалю органної та камерної музики.
15. 2012 — Виставкова зала Хмельницького художнього музею.

|  |

## Електронні джерела
- Олександр Гуменчук (портфоліо художника) [Архівовано 5 березня 2016 у Wayback Machine.]
- Картини Олександра Гуменчука нагадують обереги | Новини — Є [Архівовано 17 січня 2019 у Wayback Machine.]
- Олександр Гуменчук — Віртуальна галерея мистецтв
- Гуменчук Александр — Продюсерский центр [Архівовано 14 березня 2022 у Wayback Machine.]
- Гуменчук Олександр Іванович. Енциклопедія Сучасної України. [Архівовано 15 серпня 2020 у Wayback Machine.]
- Олександр Гуменчук. Живопис — Хмельницький обласний музей [Архівовано 17 січня 2019 у Wayback Machine.]
- Кафедра дизайну — Хмельницький національний університет [Архівовано 15 жовтня 2011 у Wayback Machine.]
- Відкрито перший в Україні музей Голодомору 1932–1933 років [Архівовано 30 вересня 2015 у Wayback Machine.]
- Гуменчук Олександр Іванович — Національна Спілка Художників України [Архівовано 23 вересня 2015 у Wayback Machine.]
- Присвоєно почесне звання «Заслужений художник України» — 2008 рік (180 стр.) [Архівовано 17 жовтня 2014 у Wayback Machine.]
- У Хмельницькому відкрилася виставка художників міста[недоступне посилання з липня 2019]
- Музей голодомору — Арт-це СВОБОДА
- VII Міжнародна науково-практична конференція «Професійне становлення особистості: проблеми і перспективи» презентація творчості заслуженого художника України, викладача кафедри дизайну ХНУ Олександра Гуменчука.